# Danh sách trò chơi bắn súng góc nhìn thứ ba
Bắn súng góc nhìn thứ ba (third-person shooter) (hay còn được gọi là TPS) là một thể loại game hành động 3D, trong đó nhân vật người chơi điều khiển có thể hiển thị trên màn hình, và lối chơi chủ yếu bao gồm bắn súng.

## Danh sách
Đây là một danh sách chưa hoàn tất, và có thể sẽ không bao giờ thỏa mãn yêu cầu hoàn tất. Bạn có thể đóng góp bằng cách mở rộng nó bằng các thông tin đáng tin cậy.
| Tên                                                     | Nhà phát triển                                                                      | Nền tảng                                                          | Ngày phát hành                            | Điểm Metacritic                                          |  |
| ------------------------------------------------------- | ----------------------------------------------------------------------------------- | ----------------------------------------------------------------- | ----------------------------------------- | -------------------------------------------------------- |  |
| 3-D WorldRunner                                         | Square                                                                              | FDS, NES                                                          | 1987-03-12                                |                                                          |  |
| 50 Cent: Blood on the Sand                              | Swordfish Studios                                                                   | PS3, X360                                                         | 2009-02-20                                | 72                                                       |  |
| 50 Cent: Bulletproof                                    | Genuine Games                                                                       | PS2, PSP, Xbox                                                    | 2005-11-17                                | 52                                                       |  |
| Airheart                                                | Dan Gorlin                                                                          | APL2                                                              | 1986-??-??                                |                                                          |  |
| Alien Swarm                                             | Black Cat Games                                                                     | WIN                                                               | 2004-05-28                                |                                                          |  |
| Alan Wake                                               | Remedy Entertainment                                                                | X360, WIN                                                         | 2010-05-14                                | 83                                                       |  |
| American McGee's Alice                                  | Rogue Entertainment                                                                 | MAC, OSX, PS3, WIN, X360                                          | 2000-10-06                                | 85                                                       |  |
| Angry Birds                                             | Rovio Entertainment                                                                 | iPhone, Android                                                   | 2009-12-11                                |                                                          |  |
| Apocalypse                                              | Neversoft                                                                           | PS1                                                               | 1998-10-31                                |                                                          |  |
| Apocalyptica                                            | Extreme FX                                                                          | WIN                                                               | 2003-10-24                                | 34                                                       |  |
| Armed and Dangerous                                     | Planet Moon Studios                                                                 | WIN, Xbox                                                         | 2003-12-02                                | 79                                                       |  |
| Armored Core V                                          | From Software                                                                       | PS3, X360                                                         | 2012-03-20                                | 68                                                       |  |
| Army of Two                                             | EA Montreal                                                                         | PS3, X360                                                         | 2008-03-04                                | 74                                                       |  |
| Army of Two: The 40th Day                               | EA Montreal                                                                         | PS3, X360, PSP                                                    | 2010-01-12                                | 74                                                       |  |
| Army of Two: The Devil's Cartel                         | Visceral Games, EA Montreal                                                         | PS3, X360                                                         | 2013-03-26                                | 58                                                       |  |
| Astro Boy                                               | Sonic Team                                                                          | PS2                                                               | 2004-04-18                                |                                                          |  |
| Astrorock                                               | Intrepid Software Solutions, Inc                                                    | WIN9X (Windows 95)                                                | 1996-07-31                                |                                                          |  |
| BaboViolent 2                                           | RndLabs                                                                             | Client: WIN Server: WIN, LIN                                      | 2006-10-10                                |                                                          |  |
| Bad Boys: Miami Takedown                                | Blitz Games                                                                         | GCN, PS2, WIN, Xbox                                               | 2004-02-25                                |                                                          |  |
| Battlefield Heroes                                      | EA DICE                                                                             | Microsoft Windows                                                 | 2009-06-25                                |                                                          |  |
| Beyond Forbidden Forest                                 | Cosmi Corporation                                                                   | C64                                                               | 1986-??-??                                |                                                          |  |
| Binary Domain                                           | Ryu Ga Gotoku Studio                                                                | PS3, WIN, X360                                                    | 2012-02-16                                | 74 Lưu trữ ngày 28 tháng 10 năm 2022 tại Wayback Machine |  |
| Bionicle Heroes                                         | TT Games                                                                            | DS, GBA, GCN, PS2, X360, Wii, WIN                                 | 2006-11-14                                |                                                          |  |
| Blasto                                                  | Sony Interactive                                                                    | PS1                                                               | 1998-04-09                                |                                                          |  |
| Blinx: The Time Sweeper                                 | Artoon                                                                              | Xbox                                                              | 2002                                      | 71                                                       |  |
| BlowOut                                                 | Terminal Reality                                                                    | GCN, PS2, WIN, X360, Xbox                                         | 2004-01-30                                |                                                          |  |
| Bounty Hounds                                           | XPEC                                                                                | PSP                                                               | 2006-09-12                                |                                                          |  |
| Brawl Stars                                             | Supercell                                                                           | iOS, Android                                                      | Beta: June 14, 2017 WW: December 12, 2018 | 72                                                       |  |
| Brute Force                                             | Digital Anvil                                                                       | Xbox                                                              | 2003-05-27                                | 77                                                       |  |
| Bullet Witch                                            | Cavia                                                                               | X360                                                              | 2007-02-27                                |                                                          |  |
| Burning Rangers                                         | Sonic Team                                                                          | SAT                                                               | 1998-02-26                                |                                                          |  |
| C-12: Final Resistance                                  | SCE Studio Cambridge                                                                | PS1                                                               | 2001-04-06                                | 63                                                       |  |
| Cabal                                                   | TAD Corporation                                                                     | ARC, AMI, CPC, C64, ZX, DOS, NES                                  | 1988-??-??                                |                                                          |  |
| Contra Adventure, The                                   | Appaloosa Interactive                                                               | PS1                                                               | 1998-08-01                                |                                                          |  |
| Captain Quazar                                          | Cyclone Studios                                                                     | 3DO, WIN                                                          | 1996-02-01                                |                                                          |  |
| Cartoon Network Universe: FusionFall                    | Unity Web Player                                                                    | OSX, WINNT                                                        | 2009-01-14                                |                                                          |  |
| Computer Space                                          | Syzygy Engineering                                                                  | ARC                                                               | 1971                                      |                                                          |  |
| Conflict: Desert Storm                                  | Pivotal Games                                                                       | GCN, PS2, Xbox                                                    | 2003-09-19                                | 65                                                       |  |
| Conflict: Desert Storm II                               | Pivotal Games                                                                       | GCN, PS2, Xbox                                                    | 2003-09-19                                | 73                                                       |  |
| Conflict: Global Terror                                 | Pivotal Games                                                                       | PS2, Xbox                                                         | 2005-09-30                                | 62                                                       |  |
| Conflict: Vietnam                                       | Pivotal Games                                                                       | PS2, Xbox                                                         | 2004-09-03                                | 60                                                       |  |
| Contra                                                  | Konami                                                                              | Arcade                                                            | 1987-02-20                                |                                                          |  |
| Contra: Legacy of War                                   | Appaloosa Interactive                                                               | PS1, SAT                                                          | 1996-10-01                                |                                                          |  |
| Cosmic Break                                            | CyberStep Inc                                                                       | WIN                                                               | 2008-12-19                                |                                                          |  |
| Covert Ops: Nuclear Dawn                                | Sugar and Rockets                                                                   | PS1                                                               | 2000-01-27                                |                                                          |  |
| Crackdown                                               | Realtime Worlds                                                                     | X360                                                              | 2007-02-20                                | 83                                                       |  |
| CrimeCraft                                              | Vogster Entertainment                                                               | WIN                                                               | 2009-08-25                                | 57                                                       |  |
| Control                                                 | Remedy Entertainment                                                                | PS4, XONE, WIN                                                    | 2019-08-27                                | 87                                                       |  |
| Cyber Sled                                              | Namco                                                                               | Arcade, PS1, PSN                                                  | 1993-??-??                                |                                                          |  |
| Damnation                                               | Blue Omega Entertainment                                                            | WIN, PS3, X360                                                    | 2009-03-26                                |                                                          |  |
| Danganronpa Another Episode: Ultra Despair Girls        | Spike Chunsoft                                                                      | PS4, PSV, WIN                                                     | 2014-09-25                                | 72 Lưu trữ ngày 28 tháng 10 năm 2022 tại Wayback Machine |  |
| Dark Sector                                             | Digital Extremes                                                                    | PS3, WIN, X360                                                    | 2008-04-04                                |                                                          |  |
| Dead Space                                              | Visceral Games                                                                      | iPhone, PS3, WIN, X360                                            | 2008-09-14                                | 89                                                       |  |
| Dead Space 2                                            | Visceral Games                                                                      | WIN, PS3, X360                                                    | 2011-01-25                                | 90                                                       |  |
| Dead Space 3                                            | Visceral Games                                                                      | WIN, PS3, X360                                                    | 2013-02-25                                |                                                          |  |
| Dead to Rights                                          | Namco USA                                                                           | GCN, PS2, WIN, Xbox                                               | 2002-08-19                                | 77                                                       |  |
| Dead to Rights II                                       | Widescreen Games                                                                    | PS2, WIN, Xbox                                                    | 2005-04-12                                |                                                          |  |
| Dead to Rights: Reckoning                               | Rebellion Developments                                                              | PSP                                                               | 2005-06-28                                |                                                          |  |
| Death to Spies                                          | Haggard Games                                                                       |                                                                   | 2007-10-16                                |                                                          |  |
| DeathDrome                                              | Zipper Interactive                                                                  | WIN9X (Windows 95)                                                | 1996-01-01                                |                                                          |  |
| Des Blood 4                                             | Illusion                                                                            | WIN                                                               | 2002-09-13                                |                                                          |  |
| Destroy All Humans!                                     | Pandemic Studios                                                                    | MOBI, PS2, X360, Xbox                                             | 2005-06-21                                |                                                          |  |
| Destroy All Humans! 2                                   | Pandemic Studios                                                                    | MOBI, PS2, Xbox                                                   | 2006-10-20                                |                                                          |  |
| Destroy All Humans! Big Willy Unleashed                 | Locomotive Games                                                                    | Wii                                                               | 2008-02-25                                |                                                          |  |
| Destroy All Humans! Path of the Furon                   | Sandblast Games                                                                     | PS3 (Chỉ được phát hành tại châu Âu, Australia, New Zealand) X360 | 2008-12-01                                |                                                          |  |
| Devastators                                             | Konami                                                                              | Arcade                                                            | 1988-06-23                                |                                                          |  |
| Devil Inside, The                                       | Gamesquad                                                                           | WIN                                                               | 2000-03-01                                | 76                                                       |  |
| Die Hard                                                | Dynamix                                                                             | DOS                                                               | 1989                                      |                                                          |  |
| Die Hard Trilogy 2: Viva Las Vegas                      | n-Space                                                                             | PS1, WIN                                                          | 2000-02-29                                |                                                          |  |
| Dirge of Cerberus: Final Fantasy VII                    | Square Enix                                                                         | PS2                                                               | 2006-01-26                                | 57                                                       |  |
| Dragon Drive: D-Masters Shot                            | Treasure                                                                            | GCN                                                               | 2003-03-30                                |                                                          |  |
| Drake of the 99 Dragons                                 | Idol FX                                                                             | Xbox                                                              | 2003-01-01                                | 22                                                       |  |
| Duke Nukem: Land of the Babes                           | n-Space                                                                             | PS1                                                               | 2000-09-19                                | 37                                                       |  |
| Duke Nukem: Time to Kill                                | n-Space                                                                             | PS1                                                               | 1998-09-30                                |                                                          |  |
| Duke Nukem: Zero Hour                                   | n-Space                                                                             | N64                                                               | 1999-08-01                                |                                                          |  |
| Dunjax                                                  |                                                                                     | MS-DOS, WIN                                                       | 1990-??-??                                |                                                          |  |
| E.X. Troopers                                           | Capcom, HexaDrive                                                                   | 3DS, PS3                                                          | 2012-11-22                                |                                                          |  |
| Earth Defense Force 2017                                | Sandlot                                                                             | PSV, X360                                                         | 2006-12-14                                | 69 Lưu trữ ngày 28 tháng 10 năm 2022 tại Wayback Machine |  |
| Earth Defense Force 2025                                | Sandlot                                                                             | PS3, X360                                                         | 2013-07-04                                | 69 Lưu trữ ngày 28 tháng 10 năm 2022 tại Wayback Machine |  |
| Earth Defense Force 4.1: The Shadow of New Despair      | Sandlot                                                                             | PS4, WIN                                                          | 2015-04-02                                | 79 Lưu trữ ngày 28 tháng 10 năm 2022 tại Wayback Machine |  |
| Earth Defense Force 5                                   | Sandlot                                                                             | PS4, WIN                                                          | 2017-12-07                                | 76 Lưu trữ ngày 28 tháng 10 năm 2022 tại Wayback Machine |  |
| Eat Lead: The Return of Matt Hazard                     | Vicious Cycle Software                                                              | PS3, X360                                                         | 2009-02-26                                |                                                          |  |
| Eradicator                                              | Accolade                                                                            | DOS                                                               | 1996-01-01                                |                                                          |  |
| Evil Within, The                                        | Tango Gameworks                                                                     | PS3, PS4, WIN, X360, XONE                                         | 2014-10-14                                | 79 Lưu trữ ngày 28 tháng 10 năm 2022 tại Wayback Machine |  |
| Evil Within 2, The                                      | Tango Gameworks                                                                     | PS4, WIN, XONE                                                    | 2017-10-13                                | 82 Lưu trữ ngày 28 tháng 10 năm 2022 tại Wayback Machine |  |
| Exteel                                                  | NCsoft                                                                              | WIN                                                               | 2008-10-28                                |                                                          |  |
| Fade to Black                                           | Delphine Software International                                                     | DOS, PS1                                                          | 1995-08-31                                |                                                          |  |
| Fracture                                                | Day 1 Studios                                                                       | PS3, X360                                                         | 2008-10-07                                |                                                          |  |
| Freedom Fighters                                        | IO Interactive                                                                      | GCN, PS2, WIN, Xbox                                               | 2003-09-26                                | 83                                                       |  |
| James Bond 007: From Russia with Love                   | Electronic Arts                                                                     | GCN, PS2, PSP, Xbox                                               | 2005-11-01                                |                                                          |  |
| JJ                                                      | Square                                                                              | NES                                                               | 1987-12-07                                |                                                          |  |
| Fortnite                                                | Epic Games                                                                          | PC, PS4, PS3, XONE, X360, Nintendo Switch, OSX                    | 2017-07-27                                |                                                          |  |
| Fur Fighters                                            | Bizarre Creations                                                                   | DC, PS2, WIN                                                      | 2000-09-23                                | 80                                                       |  |
| Fuse                                                    | Insomniac Games                                                                     | X360, PS3                                                         | 2013-05-28                                |                                                          |  |
| Future Cop: LAPD                                        | Electronic Arts                                                                     | MAC, PS1, PSN, WIN                                                | 1998-08-31                                |                                                          |  |
| Galaxy Game                                             | Bill Pitts, Hugh Tuck                                                               | ARC                                                               | 1971-11                                   |                                                          |  |
| Gangs of London                                         | Team Soho                                                                           | PSP                                                               | 2006-09-01                                |                                                          |  |
| Garena Free Fire                                        | 111dots Studio & Garena                                                             | DROI, iOS                                                         | 2017-08-23                                |                                                          |  |
| Gears of War                                            | Epic Games                                                                          | WIN, X360                                                         | 2006-11-09                                | 94                                                       |  |
| Gears of War 2                                          | Epic Games                                                                          | X360                                                              | 2008-11-07                                | 93                                                       |  |
| Gears of War 3                                          | Epic Games                                                                          | X360                                                              | 2011-09-20                                | 91                                                       |  |
| Gears of War: Judgment                                  | Epic Games                                                                          | X360                                                              | 2013-03-19                                |                                                          |  |
| Gears of War: Ultimate Edition                          | The Coalition                                                                       | WIN, XONE                                                         | 2015-08-25                                |                                                          |  |
| Gears of War 4                                          | The Coalition                                                                       | WIN, XONE                                                         | 2016-10-11                                | 86                                                       |  |
| Gears 5                                                 | The Coalition                                                                       | WIN, XONE                                                         | 2019-09-10                                | 84                                                       |  |
| Getaway, The                                            | Team Soho                                                                           | PS2                                                               | 2002-12-11                                | 72                                                       |  |
| Getaway: Black Monday, The                              | Team Soho                                                                           | PS2                                                               | 2004-11-12                                |                                                          |  |
| Ghetto Golf                                             | Unreal Engine 3                                                                     | WIN, PS3, X360                                                    | TBA                                       |                                                          |  |
| Ghostbusters: The Video Game                            | Terminal Reality                                                                    | DS, PS3, PS2, PSP, X360, Wii, WIN                                 | 2009-06-16                                |                                                          |  |
| Ghost Recon Advanced Warfighter 2                       | Red Storm Entertainment                                                             | PS3, PSP, WIN, X360                                               | 2007-03-06                                | 86                                                       |  |
| Ghost Recon Advanced Warfighter                         | Ubisoft Paris                                                                       | PS2, WIN, X360, Xbox                                              | 2006-03-07                                | 90                                                       |  |
| Ghost in the Shell                                      | Exact Co., Ltd.                                                                     | PS1                                                               | 1997-07-17                                |                                                          |  |
| Giants: Citizen Kabuto                                  | Planet Moon Studios                                                                 | PS2, OSX, WIN                                                     | 2002-02-07                                | 85                                                       |  |
| Global Agenda                                           | Hi-Rez Studios                                                                      | WIN                                                               | 2010-02-01                                |                                                          |  |
| Global Defence Force                                    | Sandlot                                                                             | PS2, PSP, PSV                                                     | 2005-07-28                                | 72                                                       |  |
| Godfather, The                                          | EA Games                                                                            | MOBI, PS3, PS2, PSP, Wii, WIN, X360, Xbox                         | 2006-03-21                                |                                                          |  |
| Godfather II, The                                       | EA Games                                                                            | PS3, WIN, X360                                                    | 2009-04-07                                |                                                          |  |
| Gunslinger Stratos                                      | Taito & Square Enix                                                                 | Arcade                                                            | 2012-07-12                                |                                                          |  |
| Gunslinger Stratos 2                                    | Taito & Square Enix                                                                 | Arcade                                                            | 2013-11-07                                |                                                          |  |
| GunValkyrie                                             | Smilebit                                                                            | Xbox                                                              | 2002-03-30                                | 73                                                       |  |
| GunZ: The Duel                                          | MAIET Entertainment                                                                 | WIN                                                               | 2006-11-01                                |                                                          |  |
| Gundam Seed: Rengou vs. Z.A.F.T.                        | Capcom                                                                              | Arcade, PS2, PSP                                                  | 2005-01-01                                |                                                          |  |
| Gungage                                                 | Konami                                                                              | PS1                                                               | 1999-06-03                                |                                                          |  |
| Gungrave                                                | Red Entertainment                                                                   | PS2                                                               | 2002-09-16                                | 65                                                       |  |
| Gungrave: Overdose                                      | Inkusabune                                                                          | PS2                                                               | 2004-03-04                                |                                                          |  |
| Guns and Robots                                         | Masthead Studios                                                                    | WIN                                                               | 2014-08-04                                |                                                          |  |
| Heavy Metal: F.A.K.K.²                                  | Ritual Entertainment                                                                | LIN, MAC, OSX, WIN                                                | 2000-08-02                                | 78                                                       |  |
| Heretic II                                              | Raven Software                                                                      | AMI, LIN, MAC, WIN                                                | 1998-10-31                                |                                                          |  |
| Higurashi Daybreak                                      | Twilight Frontier                                                                   | PSP, WINNT                                                        | 2006-08-13                                |                                                          |  |
| Hybrid                                                  | 5TH Cell                                                                            | XBLA                                                              | 2012-08-08                                |                                                          |  |
| Infected                                                | Planet Moon Studios                                                                 | PSP                                                               | 2005-12-15                                |                                                          |  |
| Infernal                                                | Metropolis Software                                                                 | WIN, X360                                                         | 2007-05-08                                |                                                          |  |
| Inversion                                               | Saber Interactive                                                                   | WIN, PS3, X360                                                    | 2012-06-05                                |                                                          |  |
| Iron Man                                                | Secret Level (Xbox 360, PS3), Artificial Mind and Movement (Wii, PS2, PSP, NDS, PC) | PS3, X360, PS2, PSP, DS, Wii, WIN                                 | 2008-05-02                                |                                                          |  |
| James Bond 007: Everything or Nothing                   | EA Canada                                                                           | GBA, GCN, PS2, Xbox                                               | 2003-11-17                                | 84                                                       |  |
| Jet Force Gemini                                        | Rare                                                                                | N64                                                               | 1999-10-11                                | 80                                                       |  |
| Just Cause                                              | Avalanche Studios                                                                   | PS2, X360, Xbox, WIN                                              | 2006-09-22                                |                                                          |  |
| Just Cause 2                                            | Avalanche Studios                                                                   | PS3, X360, WIN                                                    | 2010-03-23                                | 84                                                       |  |
| Kane & Lynch: Dead Men                                  | IO Interactive                                                                      | MOBI, PS3, WIN, X360                                              | 2007-11-14                                |                                                          |  |
| Kid Icarus: Uprising                                    | Project Sora                                                                        | 3DS                                                               | 2012-03-22                                | 83                                                       |  |
| Kill Switch                                             | Namco USA                                                                           | PS2, Xbox, GBA                                                    | 2003-10-28                                | 75                                                       |  |
| Last Survivor                                           | Sega                                                                                | Arcade, FMT                                                       | 1989-??-??                                |                                                          |  |
| Lost Planet                                             | Capcom                                                                              | PS3, X360, WIN                                                    | 2006-12-26                                | 79                                                       |  |
| Lost Planet 2                                           | Capcom                                                                              | PS3, X360, WIN                                                    | 2010-05-11                                | 68 Lưu trữ ngày 28 tháng 10 năm 2022 tại Wayback Machine |  |
| Lost Planet 3                                           | Capcom                                                                              | PS3, X360, WIN                                                    | 2013-08-27                                | 61 Lưu trữ ngày 28 tháng 10 năm 2022 tại Wayback Machine |  |
| Loadout                                                 | Edge of Reality                                                                     | WIN                                                               | 2014-01-31                                |                                                          |  |
| Love & Destroy                                          | Arc Entertainment, Inti Creates                                                     | PS1                                                               | 1999-12-16                                |                                                          |  |
| MDK                                                     | Shiny Entertainment                                                                 | DOS, PS1, WIN                                                     | 1997-05-31                                |                                                          |  |
| MDK2                                                    | BioWare                                                                             | DC, PS2, WIN                                                      | 2000-03-31                                | 83                                                       |  |
| Mass Effect                                             | BioWare                                                                             | PS4, WIN, X360                                                    | 2007-11-20                                | 91                                                       |  |
| Mass Effect 2                                           | BioWare                                                                             | PS3, WIN, X360                                                    | 2010-01-26                                | 96                                                       |  |
| Mass Effect 3                                           | BioWare                                                                             | PS3, WIN, X360                                                    | 2012-03-06                                | 93                                                       |  |
| Mass Effect: Andromeda                                  | BioWare                                                                             | PS4, WIN, XONE                                                    | 2017-03-21                                |                                                          |  |
| Made Man                                                | SilverBack Studios                                                                  | PS2, WIN                                                          | 2006-11-06                                |                                                          |  |
| Mafia                                                   | Illusion Softworks                                                                  | WIN, PS2, X360                                                    | 2002-08-28                                | 88                                                       |  |
| Mafia II                                                | 2K Czech                                                                            | WIN, PS3, X360, OSX                                               | 2010-08-24                                | 77                                                       |  |
| Mafia III                                               | Hangar 13                                                                           | WIN, PS3, X360, OSX                                               | 2020-10-06                                | 68                                                       |  |
| Mafia: Definitive Edition                               | Hangar 13                                                                           | WIN, PS3, X360                                                    | 2020-09-25                                | 79                                                       |  |
| Mageslayer                                              | Raven Software                                                                      | WIN                                                               | 1997-09-30                                |                                                          |  |
| Matrix: Path of Neo, The                                | Shiny Entertainment                                                                 | PS2, WIN, Xbox                                                    | 2005-11-08                                |                                                          |  |
| Max Payne                                               | Remedy Entertainment                                                                | GBA, MAC, PS2, WIN, X360, Xbox                                    | 2001-07-23                                | 89                                                       |  |
| Max Payne 2: The Fall of Max Payne                      | Remedy Entertainment                                                                | PS2, WIN, X360, Xbox                                              | 2003-10-15                                | 86                                                       |  |
| Max Payne 3                                             | Rockstar Games                                                                      | PS3, X360, PC                                                     | 2012-05-15                                | 87                                                       |  |
| Mercenaries: Playground of Destruction                  | Pandemic Studios                                                                    | PS2, Xbox                                                         | 2005-01-11                                |                                                          |  |
| Mercenaries 2: World in Flames                          | Pandemic Studios                                                                    | PS3, PS2, WIN, X360                                               | 2008-08-31                                |                                                          |  |
| Messiah                                                 | Shiny Entertainment                                                                 | WIN                                                               | 2000-03-31                                |                                                          |  |
| Metal Arms: Glitch in the System                        | Swingin' Ape Studios                                                                | GCN, PS2, X360, Xbox                                              | 2003-11-18                                | 83                                                       |  |
| Metal Slug                                              | SNK Playmore                                                                        | PS2                                                               | 2006-06-29                                |                                                          |  |
| Metal Wolf Chaos                                        | From Software                                                                       | Xbox                                                              | 2004-01-01                                |                                                          |  |
| Miami Vice: The Game                                    | Rebellion Developments                                                              | PSP                                                               | 2006-08-31                                |                                                          |  |
| Mission: Impossible                                     | Ocean Software                                                                      | PS1, N64                                                          | 1998-07-18                                | 61                                                       |  |
| Mission: Impossible – Operation Surma                   | Paradigm Entertainment                                                              | GBA, GCN, PS2, Xbox                                               | 2003-12-02                                | 67                                                       |  |
| Mobile Suit Gundam Seed Destiny: Rengou vs. Z.A.F.T. II | Capcom                                                                              | Arcade, PS2                                                       | 2006-01-01                                |                                                          |  |
| Mobile Suit Gundam: Gundam vs. Zeta Gundam              | Capcom                                                                              | GCN, PS2                                                          | 2004-12-09                                |                                                          |  |
| NAM-1975                                                | SNK                                                                                 | ARC, NEO, NEOCD, VC                                               | 1990-04-??                                |                                                          |  |
| Nanosaur                                                | Pangea Software                                                                     | MAC, WIN                                                          | 1998-01-01                                |                                                          |  |
| Nemesis Strike                                          | Asobo Studio S.A.R.L.                                                               | PS2, WIN, Xbox                                                    | 2005-03-22                                |                                                          |  |
| Oddworld: Stranger's Wrath                              | Oddworld Inhabitants                                                                | PS3, WIN, Xbox                                                    | 2005-01-25                                | 88                                                       |  |
| Oni                                                     | Bungie                                                                              | MAC, WIN, OSX, PS2                                                | 2001-01-29                                | 73                                                       |  |
| Order: 1886, The                                        | Ready at Dawn, Sony Computer Entertainment                                          | PS4                                                               | 2015-02-20                                |                                                          |  |
| Outfit, The                                             | Relic Entertainment                                                                 | X360                                                              | 2006-03-13                                |                                                          |  |
| Outwars                                                 | SingleTrac                                                                          |                                                                   | 1998-04-01                                |                                                          |  |
| P.N.03                                                  | Capcom                                                                              | GCN                                                               | 2003-03-27                                | 63                                                       |  |
| Paragon                                                 | Epic Games                                                                          | WIN, PS4                                                          | Cancelled                                 |                                                          |  |
| Plants vs. Zombies: Garden Warfare                      | PopCap Games                                                                        | PS3, PS4, X360, X1, WIN                                           | 2014-02-25                                |                                                          |  |
| Plants vs. Zombies: Garden Warfare 2                    | PopCap Games                                                                        | WIN, PS4, XONE                                                    | 2016-2-23                                 |                                                          |  |
| Plants vs. Zombies: Battle for Neighborville            | PopCap Games                                                                        | WIN, PS4, XONE                                                    | 2019-10-18                                | 77                                                       |  |
| Project Eden                                            | Core Design                                                                         | PS2, WIN                                                          | 2001-10-08                                | 72                                                       |  |
| Psi-Ops: The Mindgate Conspiracy                        | Midway Games                                                                        | PS2, WIN, Xbox                                                    | 2004-06-14                                |                                                          |  |
| Punisher, The                                           | Volition                                                                            | MOBI, PS2, WIN, Xbox                                              | 2005-01-18                                |                                                          |  |
| Quantum Break                                           | Remedy Entertainment                                                                | XONE, WIN                                                         | 2016-04-05                                |                                                          |  |
| Radar Scope                                             | Nintendo                                                                            | ARC                                                               | 1979-12                                   |                                                          |  |
| Ratchet: Deadlocked                                     | Insomniac Games                                                                     | PS2                                                               | 2005-10-25                                | 81                                                       |  |
| Ratchet & Clank                                         | Insomniac Games                                                                     | PS2                                                               | 2002-11-04                                | 88                                                       |  |
| Ratchet & Clank: All 4 One                              | Insomniac Games                                                                     | PS3                                                               | 2011-10-18                                | 70                                                       |  |
| Ratchet & Clank Future: A Crack in Time                 | Insomniac Games                                                                     | PS3                                                               | 2009-10-27                                | 87                                                       |  |
| Ratchet & Clank Future: Quest for Booty                 | Insomniac Games                                                                     | PS3                                                               | 2008-08-21                                | 76                                                       |  |
| Ratchet & Clank Future: Tools of Destruction            | Insomniac Games                                                                     | PS3                                                               | 2007-10-23                                | 89                                                       |  |
| Ratchet & Clank: Going Commando                         | Insomniac Games                                                                     | PS2                                                               | 2003-11-11                                | 90                                                       |  |
| Ratchet & Clank: Into the Nexus                         | Insomniac Games                                                                     | PS3                                                               | 2013-11-06                                | 76                                                       |  |
| Ratchet & Clank: Size Matters                           | High Impact Games                                                                   | PSP                                                               | 2007-02-13                                | 85                                                       |  |
| Ratchet & Clank                                         | Insomniac Games                                                                     | PS4                                                               | 2016-04-12                                | 85                                                       |  |
| Ratchet & Clank: Up Your Arsenal                        | Insomniac Games                                                                     | PS2                                                               | 2004-11-03                                | 91                                                       |  |
| Re-Mission                                              | Realtime Associates                                                                 | WIN                                                               | 2006-04-03                                |                                                          |  |
| Red Dead Revolver                                       | Rockstar San Diego                                                                  | PS2, Xbox                                                         | 2004-05-03                                |                                                          |  |
| Red Dead Redemption                                     | Rockstar San Diego                                                                  | PS3, X360                                                         | 2010-05-18                                | 95                                                       |  |
| Red Dead Redemption 2                                   | Rockstar Games                                                                      | PS4, XONE, WIN                                                    | 2018-10-26                                | 97                                                       |  |
| Red Faction: Guerrilla                                  | Volition                                                                            | PS3, WIN, X360                                                    | 2009-06-05                                |                                                          |  |
| Red Faction: Armageddon                                 | Volition                                                                            | PS3, WIN, X360                                                    | 2011-06-07                                |                                                          |  |
| Renegade X                                              | Totem Arts                                                                          | WIN                                                               | 2014-02-26                                |                                                          |  |
| Reservoir Dogs                                          | Volatile Games                                                                      | PS2, WIN, Xbox                                                    | 2006-10-24                                |                                                          |  |
| Resident Evil 2 (Remake)                                | Capcom                                                                              | PS4, WIN, XONE                                                    | 2019-01-25                                | 93 Lưu trữ ngày 28 tháng 10 năm 2022 tại Wayback Machine |  |
| Resident Evil 3 (Remake)                                | Capcom                                                                              | PS4, WIN, XONE                                                    | 2020-04-03                                | 84 Lưu trữ ngày 28 tháng 10 năm 2022 tại Wayback Machine |  |
| Resident Evil 4                                         | Capcom                                                                              | DROI, GCN, iOS, NX, PS2, PS3, PS4, Wii, WIN, X360, XONE           | 2005-01-11                                | 96 Lưu trữ ngày 28 tháng 10 năm 2022 tại Wayback Machine |  |
| Resident Evil 5                                         | Capcom                                                                              | NX, PS3, PS4, WIN, X360, XONE                                     | 2009-03-05                                | 86 Lưu trữ ngày 28 tháng 10 năm 2022 tại Wayback Machine |  |
| Resident Evil 6                                         | Capcom                                                                              | NX, PS3, PS4, WIN, X360, XONE                                     | 2012-10-02                                | 74 Lưu trữ ngày 28 tháng 10 năm 2022 tại Wayback Machine |  |
| Resistance: Retribution                                 | Bend Studio                                                                         | PSP                                                               | 2009-03-12                                |                                                          |  |
| Rise of the Tomb Raider                                 | Crystal Dynamics                                                                    | PS4, XONE, WIN                                                    | 2015-01-10                                |                                                          |  |
| Robert Ludlum's The Bourne Conspiracy                   | High Moon Studios                                                                   | PS3, X360                                                         | 2008-06-03                                |                                                          |  |
| Rogue Trooper                                           | Rebellion Developments                                                              | PS2, Wii, WIN, Xbox                                               | 2006-01-01                                |                                                          |  |
| Run Like Hell                                           | Digital Mayhem                                                                      | PS2, Xbox                                                         | 2002-02-27                                | 58                                                       |  |
| S4 League                                               | Game On Studio Pentavision (formerly)                                               | WIN                                                               | 2008-01-01                                |                                                          |  |
| The Saboteur                                            | Pandemic Studios                                                                    | PS3, WIN, X360                                                    | 2009-12-04                                |                                                          |  |
| Saints Row                                              | Volition                                                                            | X360                                                              | 2006-08-28                                |                                                          |  |
| Saints Row 2                                            | Volition                                                                            | PS3, WIN, X360                                                    | 2008-10-01                                |                                                          |  |
| Saints Row: The Third                                   | Volition                                                                            | PS3, WIN, X360                                                    | 2011-10-15                                |                                                          |  |
| Saints Row IV                                           | Volition                                                                            | PS3, WIN, X360, PS4, XONE                                         | 2013-08-20                                |                                                          |  |
| Shadow the Hedgehog                                     | SEGA Studio USA                                                                     | GCN, PS2, Xbox                                                    | 2005-11-15                                |                                                          |  |
| Shadows of the Damned                                   | Grasshopper Manufacture                                                             | PS3, X360                                                         | 2011-06-21                                | 77 Lưu trữ ngày 28 tháng 10 năm 2022 tại Wayback Machine |  |
| Shield, The                                             | Point of View, Inc.                                                                 | PS2, WIN                                                          | 2007-01-09                                |                                                          |  |
| Slave Zero                                              | Accolade                                                                            | DC, WIN                                                           | 1999-10-31                                |                                                          |  |
| Sniper Elite V2: Silver Star Edition                    | 505 Games                                                                           | Xbox 360                                                          | 2012-05-01                                |                                                          |  |
| SOCOM U.S. Navy SEALs                                   | Zipper Interactive                                                                  | PS2                                                               | 2002-08-27                                | 82                                                       |  |
| SOCOM U.S. Navy SEALs: Combined Assault                 | Zipper Interactive                                                                  | PS2                                                               | 2006-11-07                                |                                                          |  |
| SOCOM U.S. Navy SEALs: Confrontation                    | Slant Six Games                                                                     | PS3                                                               | 2008-10-14                                |                                                          |  |
| SOCOM U.S. Navy SEALs: Fireteam Bravo                   | Zipper Interactive                                                                  | PSP                                                               | 2005-11-08                                |                                                          |  |
| SOCOM U.S. Navy SEALs: Fireteam Bravo 2                 | Zipper Interactive                                                                  | PSP                                                               | 2006-11-06                                |                                                          |  |
| SOCOM U.S. Navy SEALs: Fireteam Bravo 3                 | Slant Six Games                                                                     | PSP                                                               | 2010-02-16                                |                                                          |  |
| SOCOM U.S. Navy SEALs: Tactical Strike                  | Slant Six Games                                                                     | PSP                                                               | 2007-11-06                                |                                                          |  |
| SOCOM II U.S. Navy SEALs                                | Zipper Interactive                                                                  | PS2                                                               | 2003-11-04                                | 87                                                       |  |
| SOCOM 3 U.S. Navy SEALs                                 | Zipper Interactive                                                                  | PS2                                                               | 2005-10-11                                |                                                          |  |
| SOCOM 4 U.S. Navy SEALs                                 | Zipper Interactive                                                                  | PS3                                                               | 2011-04-19                                |                                                          |  |
| Spacewar!                                               | Steve Russell                                                                       | PDP-1                                                             | 1962                                      |                                                          |  |
| Space Bunnies Must Die!                                 | Ripcord Games                                                                       | WIN9X (Microsoft Windows 98)                                      | 1998-10-31                                |                                                          |  |
| Space Harrier                                           | Sega                                                                                | ARC                                                               | 1985-12                                   |                                                          |  |
| Space Raiders                                           | Taito Corporation                                                                   | GCN, PS2                                                          | 2002-12-19                                | 40                                                       |  |
| Spec Ops: Covert Assault                                | Runecraft                                                                           | PS1                                                               | 2001-12-19                                |                                                          |  |
| Splatoon                                                | Nintendo                                                                            | WiiU                                                              | 2015-05-28                                | 81                                                       |  |
| Splatoon 2                                              | Nintendo                                                                            | Switch                                                            | 2017-07-21                                | 83                                                       |  |
| Splatoon 3                                              | Nintendo                                                                            | Switch                                                            | 2022-09-09                                |                                                          |  |
| Soukou Kihei Votoms                                     | Yuke's                                                                              | PS2                                                               | 2007-11-15                                |                                                          |  |
| Soukou Kihei Votoms: The Battling Road                  | Sunrise                                                                             | SNES                                                              | 1993-10-29                                |                                                          |  |
| Soukou Kihei Votoms: Uuodo Kummen Hen                   | Takara                                                                              | PS1                                                               | 1998-4-02                                 |                                                          |  |
| SpongeBob SquarePants: Plankton's Robotic Revenge       | Behaviour Interactive                                                               | PS3, X360, Wii, WiiU, DS, 3DS                                     | 2013-10-22                                |                                                          |  |
| Starhawk                                                | LightBox Interactive                                                                | PS3                                                               | 2012-05-08                                |                                                          |  |
| Star Trek: Deep Space Nine: The Fallen                  | The Collective                                                                      | MAC, WIN                                                          | 2000-11-15                                | 81                                                       |  |
| Star Wars Battlefront: Renegade Squadron                | Rebellion Developments                                                              | PSP                                                               | 2007-10-09                                |                                                          |  |
| Star Wars: Battlefront                                  | Pandemic Studios                                                                    | MOBI, PS2, WIN, Xbox                                              | 2005-01-16                                |                                                          |  |
| Star Wars: Battlefront II                               | Pandemic Studios                                                                    | PS2, PSP, WIN, Xbox                                               | 2006-02-15                                |                                                          |  |
| Star Wars Battlefront                                   | DICE                                                                                | PS4, WIN, XONE                                                    | 2015-11-17                                | 75                                                       |  |
| Star Wars Battlefront II                                | DICE                                                                                | PS4, WIN, XONE                                                    | 2017-11-17                                | 68                                                       |  |
| Star Wars: Lethal Alliance                              | Ubisoft Montreal                                                                    | DS, PSP                                                           | 2006-12-07                                |                                                          |  |
| Stranglehold                                            | Midway Chicago                                                                      | PS3, WIN, X360                                                    | 2007-09-07                                |                                                          |  |
| Suffering, The                                          | Surr!eal Games                                                                      | PS2, WIN, Xbox                                                    | 2004-03-09                                |                                                          |  |
| Sunset Overdrive                                        | Insomniac Games                                                                     | XONE                                                              | 2014-10-28                                |                                                          |  |
| Syphon Filter                                           | Eidetic                                                                             | PS1                                                               | 1999-02-17                                | 90                                                       |  |
| Take No Prisoners                                       | Raven Software                                                                      |                                                                   | 1997-09-30                                |                                                          |  |
| Tempest                                                 | Atari                                                                               | ARC                                                               | 1981-10                                   |                                                          |  |
| Thing, The                                              | Computer Artworks                                                                   | PS2, WIN, Xbox                                                    | 2002-08-19                                | 78                                                       |  |
| Terminator Salvation                                    | Grin                                                                                | iPhone, PS3, WIN, X360                                            | 2009-05-19                                |                                                          |  |
| Tom Clancy's Splinter Cell                              | Ubisoft Montreal                                                                    | PC, PS2, Mac OS x, Xbox, Nintendo GameCube                        | 2002-11-19                                | 93                                                       |  |
| Tom Clancy's Ghost Recon Phantoms                       | Ubisoft Singapore                                                                   | PC                                                                | 2014-04-10                                |                                                          |  |
| Tom Clancy's Ghost Recon Wildlands                      | Ubisoft Paris                                                                       | PC                                                                | 2017-03-07                                |                                                          |  |
| Tom Clancy's Splinter Cell: Pandora Tomorrow            | Ubisoft Montreal                                                                    | PC, PS2, Mac OS x, Nintendo Gamecube                              | 2004-03-23                                |                                                          |  |
| Tom Clancy's The Division                               | Ubisoft Massive Entertainment                                                       | WIN, PS4, XONE                                                    | 2016-03-08                                |                                                          |  |
| Tomb Raider                                             | Core Design                                                                         | PS1, SAT, DOS, NGE, iOS                                           | 1996-10-25                                | 91                                                       |  |
| Tomb Raider                                             | Crystal Dynamics                                                                    | PS4, PS3, XONE, X360, LINUX, OSX                                  | 2013-03-05                                |                                                          |  |
| Total Overdose                                          | Deadline Games                                                                      | PS2, WIN, Xbox                                                    | 2005-09-16                                |                                                          |  |
| Transformers: War for Cybertron                         | High Moon Studios                                                                   | WIN, PS3, X360                                                    | 2010-06-22                                |                                                          |  |
| Transformers: Dark of the Moon                          | High Moon Studios                                                                   | WIN, PS3, X360, N3DS, WII, DS, IOS                                | 2011-06-14                                |                                                          |  |
| Transformers: Fall of Cybertron                         | High Moon Studios                                                                   | WIN, PS3, X360                                                    | 2012-08-21                                |                                                          |  |
| Uncharted: Drake's Fortune                              | Naughty Dog                                                                         | PS3                                                               | 2007-11-19                                | 88                                                       |  |
| Uncharted 2: Among Thieves                              | Naughty Dog                                                                         | PS3                                                               | 2009-10-13                                | 96                                                       |  |
| Uncharted 3: Drake's Deception                          | Naughty Dog                                                                         | PS3                                                               | 2011-11-01                                | 92                                                       |  |
| Uncharted 4: A Thief's End                              | Naughty Dog                                                                         | PS4                                                               | 2016-04-26                                | 93                                                       |  |
| Vanquish                                                | PlatinumGames                                                                       | PS3, PS4, WIN, X360, XONE                                         | 2010-10-19                                | 84 Lưu trữ ngày 28 tháng 10 năm 2022 tại Wayback Machine |  |
| Virus: It is Aware                                      | Cryo Interactive                                                                    | PS1                                                               | 1999-06-??                                |                                                          |  |
| Warframe                                                | Digital Extremes                                                                    | WIN, PS4, XONE, NX                                                | 2013-03-25                                | Source                                                   |  |
| Warhammer 40,000: Space Marine                          | Relic Entertainment                                                                 | WIN, PS3, X360                                                    | 2011-09-06                                |                                                          |  |
| Warhammer 40,000: Space Marine II                       | Saber Interactive                                                                   | WIN, PS5, XBOX/S                                                  | TBA                                       |                                                          |  |
| Warhawk                                                 | Incognito Entertainment                                                             | PS3                                                               | 2007-08-28                                | 84                                                       |  |
| Waterworld                                              | Ocean Software                                                                      | Virtual Boy                                                       | 1995-12-21                                |                                                          |  |
| Wet                                                     | Artificial Mind & Movement                                                          | PS3, X360                                                         | 2009-09-15                                | 70 Lưu trữ ngày 28 tháng 10 năm 2022 tại Wayback Machine |  |
| Wild Guns                                               | Natsume                                                                             | SNES, VC                                                          | 1994-08-12                                |                                                          |  |
| WinBack                                                 | Omega Force                                                                         | N64, PS2                                                          | 1999-09-23                                | 66                                                       |  |
| Xybots                                                  | Atari Games                                                                         | ARC                                                               | 1987-11                                   |                                                          |  |